# Клоуз, Чак
Чарльз (Чак) Кло́уз (англ. Chuck Close), полное имя Чарльз То́мас Кло́уз (англ. Charles Thomas Close; 5 июля 1940, Монро, штат Вашингтон — 19 августа 2021) — один из самых влиятельных художников своего поколения, прославившийся широкоформатными портретами и инновационной техникой живописи, оказавшими глубокое влияние на американскую культуру и мировое арт-сообщество в целом.

## Жизнь и творчество
После окончания Вашингтонского (бакалавр, 1962) и Йельского (бакалавр, 1963, магистр, 1964) университетов, Чак Клоуз обучался в венской Академии изобразительных искусств по программе Фулбрайт (1964) и затем преподавал живопись в Университете Массачусетса в Амхерсте.
Начав работу в эпоху технологического ренессанса, Клоуз вскоре отказался от академической традиции и модных в те дни приемов экспрессионизма. Добившись непревзойденного мастерства в технике студийной фотографии, в 1970-х годах он одним из первых взял за основу своей работы концепцию фотографического реализма. Клоуз разработал алгоритм переноса снимков на масштабные живописные полотна, при этом придерживаясь техники абстрактного гиперреализма: виртуозно проработанные детали, вариации четкости и оттенков палитры – всегда сохраняли баланс между реальными и вымышленными образами в его масляных работах.

Коротко метод Клоуза можно описать следующим образом: после создания снимка полученное изображение разбивалось на масштабную сетку, которая затем – клетка за клеткой – пропорционально переносилась на холст. По мере написания картины, каждая ячейка заполнялась близкими по оттенку мазками краски. Комбинация схожих цветов, взаимодействуя, вызывает у зрителя так называемое “оптическое смешение” — явление, при котором глаз объединяет соседние цвета в один оттенок. Знакомство с любой работой Клоуза начинается с этого процесса, поскольку глаз работает сначала на микроуровне, объединяя цвета в один фрагмент, а затем на макроуровне, складывая из этих фрагментов мозаику. Мозаика же постепенно, как абстрактный калейдоскоп, складывается в единый образ человеческого лица.
Лицо — это карта жизни человека. Не нужно ничего выделять или подчеркивать - лицо само расскажет, что это за человек и каков был его жизненный опыт.  – Чак Клоуз
Клоуз страдал дислексией и тяжёлой формой прозопагнозии, и считал, что именно эти нарушения сыграли решающую роль в формировании его как художника. По его словам, именно расстройство восприятия лиц подтолкнуло его к написанию портретов: обладая фотографической памятью на двухмерные объекты, он превращал лица важных для него людей в портреты, таким образом запоминая их. В 1988 году, в результате повреждения позвоночника, Клоуз оказался парализованным, однако продолжал рисовать, изменив свой стиль живописи и методы работы. Художник утверждал, что состоялся как художник не вопреки своим проблемам, а благодаря им.
В 2000 году Чаку Клоузу была присуждена Национальная медаль США в области искусств.

## Выставки
Первая персональная выставка Клоуза сопровождалась скандалом и длительным судебным разбирательством, которое стало важным событием в истории борьбы за свободу слова в визуальном искусстве. Организованная в 1967 году в художественной галерее Массачусетского университета в Амхерсте, где он в то время преподавал, она была закрыта сразу после открытия. На выставке были представлены живописные работы, рельефы и рисунки, созданные на основе фотографий обложек пластинок и иллюстраций из журналов. Присутствующая в работах нагота была воспринята администрацией университета крайне негативно. Американский союз гражданских свобод (ACLU) и Американская ассоциация университетских профессоров (AAUP) выступили в защиту Чака Клоуза в споре с университетом. Результатом судебного процесса стало решение судьи Верховного суда штата Массачусетс, вынесенное в пользу художника и против университета. Когда университет подал апелляцию, Клоуз решил не возвращаться в Бостон, и в конечном итоге решение было отменено апелляционным судом (в 1995 году Массачусетский университет наградил Клоуза почетной степенью доктора искусств).  
В 1969 году Центр искусств Уокера купил работу Чака Клоуза "Big Self-Portrait" (1967–1968). Это была первая работа художника, проданная в музейную коллекцию и, как подчеркивал сам Клоуз, именно благодаря Центру искусств и его тогдашнему директору Мартину Фридману его карьера начала стремительно развиваться. Так, уже в конце 1969 года его черно-белый портрет «Robert» вошел в выставку Нью-Йоркского Музея Уитни, посвященную современной американской живописи, где она выставлялась наряду с работами Роберта Раушенберга, Энди Уорхола, Роя Лихтенштейна, Виллема Де Кунинга, Джона Балдессари и Джаспера Джонса.
В 1970 году в галерее Bykert прошла первая персональная выставка Чака Клоуза в Нью-Йорке, а в 1971 году в Музее искусств округа Лос-Анджелес открылась первая музейная персональная выставка. В 1973 году масштабная гравюра Клоуза стала темой выставки "Проекты" в Музее современного искусства Нью-Йорка.
С тех пор его работы стали предметом более 150 персональных выставок, включая ряд крупных музейных ретроспектив. В 1998 году в Музее современного искусства в Нью-Йорке одновременно прошли две выставки Чака Клоуза: на одной были представлены его тиражные графические работы, другая представляла собой значительную ретроспективу его работ. Последняя затем была показана в Музее современного искусства Чикаго, музее Хиршхорна в Вашингтоне и Художественном музее Сиэтла.
В 2005 году большие ретроспективы прошли в Центре искусств Уокера и Музее современного искусства Сан-Франциско, в 2007 в Центре искусств королевы Софии в Мадриде. В декабре 2014 года его работы были выставлены в Австралии в Музее современного искусства в Сиднее. В 2016 году ретроспектива художника прошла в Художественном центре Шака в Эверетте, штат Вашингтон, где он учился в средней школе и муниципальном колледже.
В 2008 году Государственный Эрмитаж в рамках проекта «Эрмитаж 20/21» провел персональную выставку Чака Клоуза, которая была открыта в присутствии автора. 
В 2021 году персональная выставка «Чак Клоуз. Infinite», прошедшая в галерее Гари Татинцяна в Москве, объединила работы художника в различных техниках, включая масляную живопись, мозаику и гобелен. Выставка стала последним проектом, открытым при жизни автора.
Чак Клоуз участвовал почти в 800 групповых выставках, его работы были представлены на Биеннале Уитни в Нью-Йорке (1976, 1990), Documenta V (1972) и VI (1977), Венецианской биеннале (1993, 1995, 2003) и Международной выставке Карнеги (1995).

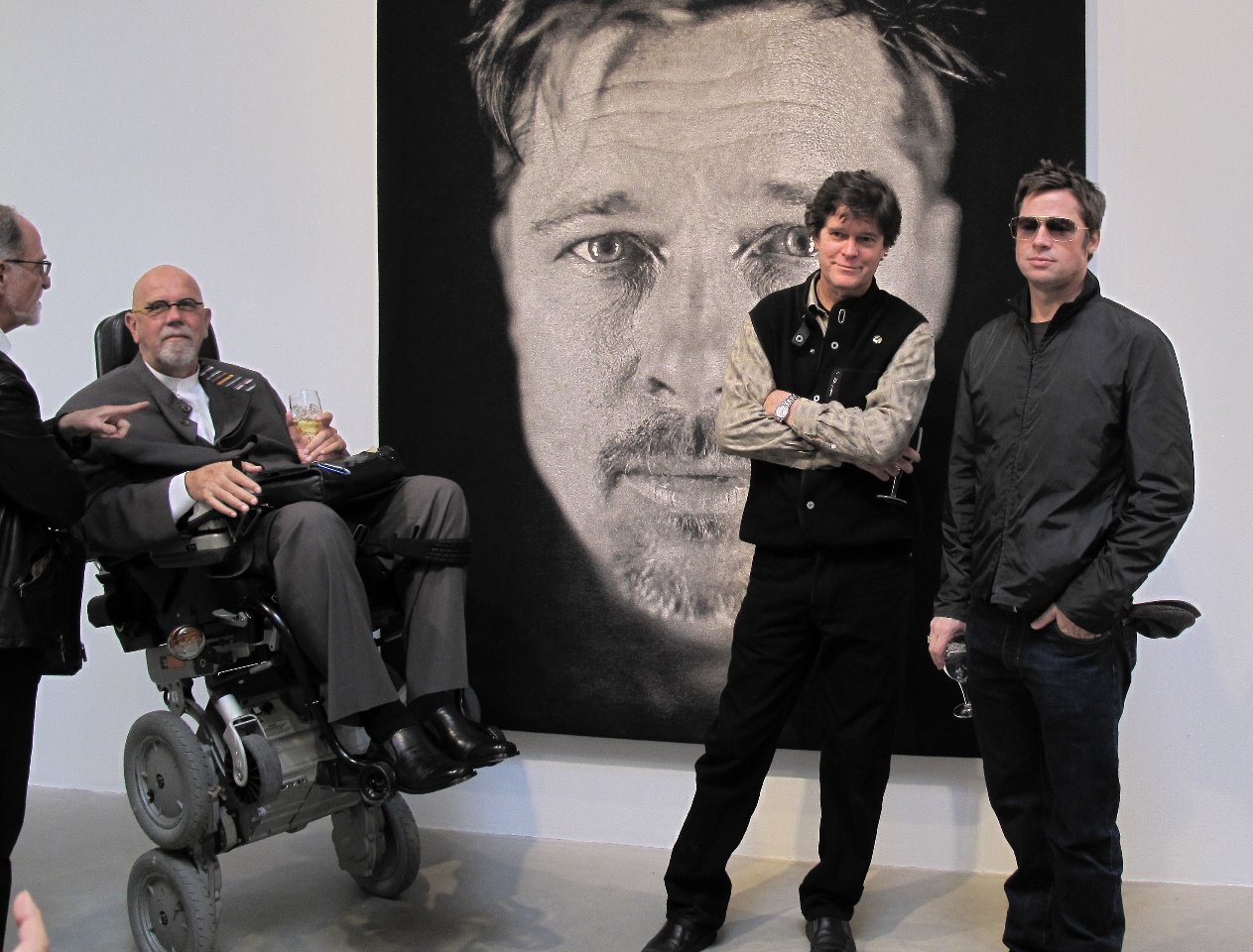
Майкл Данофф, Чак Клоуз, Дональд Фарнсворт и Брэд Питт рядом с портретом "Brad", 2009 в Pace Wildenstein, Нью-Йорк, 1 мая 2009 г.
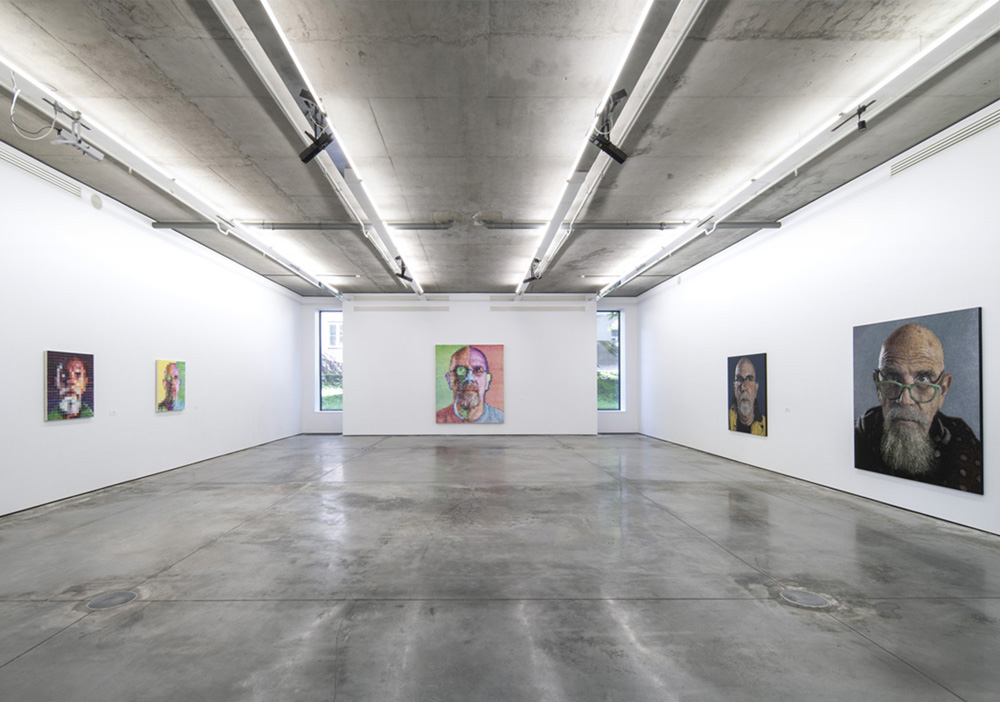
Фотография выставки 'Chuck Close: Infinite' в Галерее Гари Татинцяна, 2021.

## Отдельные проекты

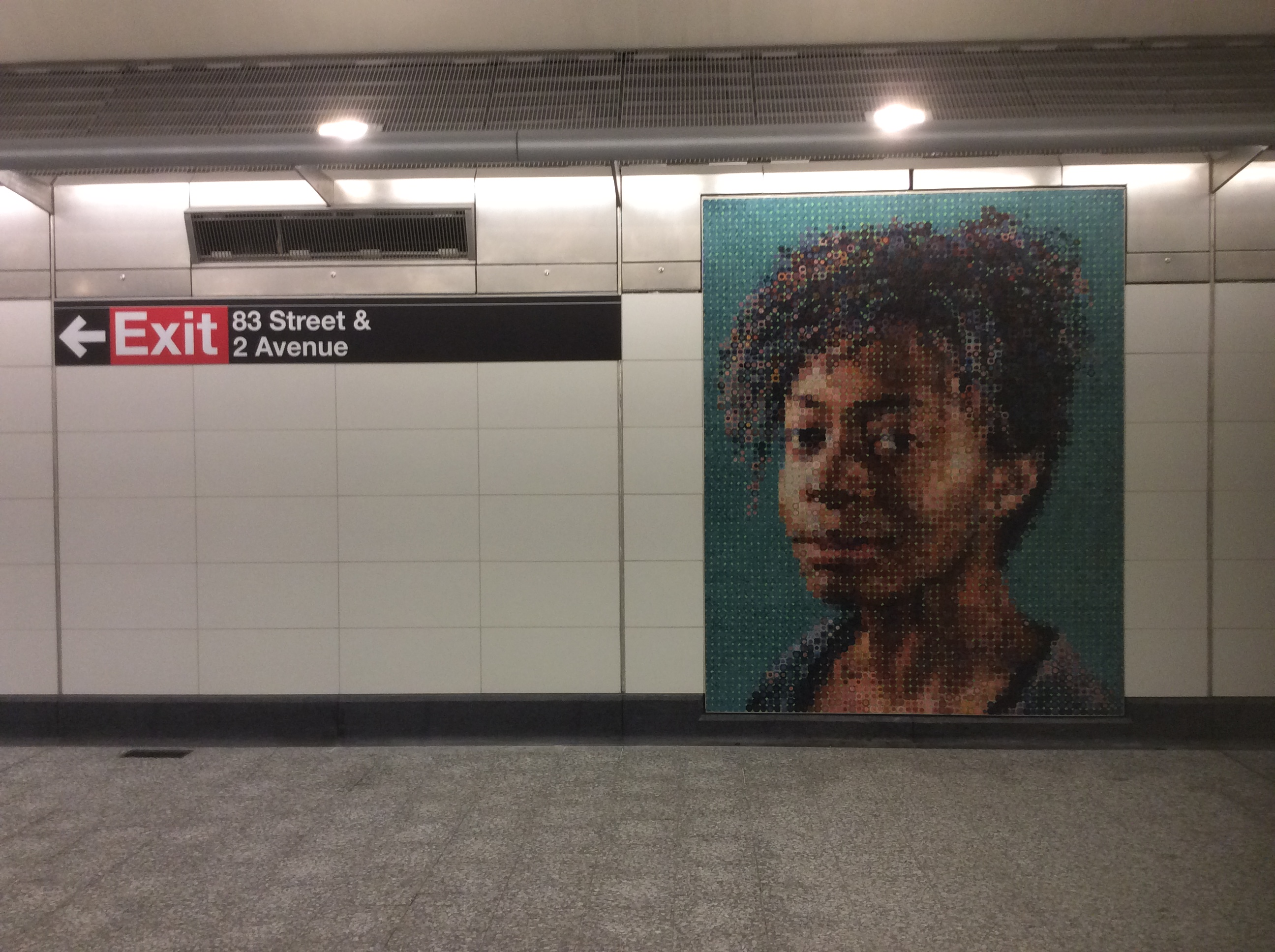
A tile mosaic "Kara Walker", part of Subway Portraits by Chuck Close

В 2010 году по заказу компании MTA Arts & Design Чак Клоуз создал двенадцать мозаичных панно общей площадью более 2 000 квадратных футов (190 м2) для станции метро "86 St" на линии Второй авеню Нью-Йоркского метрополитена на Манхэттене.
В марте 2014 года в 20-м ежегодном выпуске журнала Vanity Fair, посвященном Голливуду, было представлено портфолио из 20 полароидных снимков кинозвезд, снятых Клоузом, включая портреты Роберта де Ниро, Скарлетт Йоханссон, Хелен Миррен, Джулии Робертс и Опры Уинфри. Клоуз попросил, чтобы его объекты были готовы к съемке без макияжа и прически, а для крупных планов использовал широкоформатную камеру Polaroid размером 20 × 24 дюйма.
Фрагмент портрета Пола Саймона, сделанного Клоузом, был использован в качестве обложки для его альбома 2016 года Stranger to Stranger. На обложке изображен фрагмент, а в примечаниях к альбому - весь портрет.
В 2002 году Клоуз подарил оригинальный отпечаток своего "Автопортрета" публичной библиотеке своего родного города Монро (штат Вашингтон). 

## Аукционные результаты
Наиболее дорогие работы художника, проданные на аукционах:
1. $4,300,000 – John, 1971. Аукцион Sotheby's, 10 мая 2005 [8]
2. $2,850,000 – Phil, 1983. Аукцион Sotheby's, 14 ноября 2006 [9]
3. $2,700,000 – Eric, 1990. Аукцион Sotheby's, 10 мая 2005 [10]
4. $2,500,000 – Gwynne, 1982. Аукцион Christie's, 11 мая 2004 [11]
5. $2,405,000 – Self–Portrait, 2007. Аукцион Christie's, 9 ноября 2015 [12]

## Избранные публичные коллекции
Art Institute of Chicago (Chicago, IL, USA)
The Broad Art Foundation (Los Angeles, CA, USA)
Centre Pompidou (Paris, France)
Chase Manhattan Bank Collection (New York, NY, USA)
Hedendaagse Kunst (Utrecht, The Netherlands)
Hirshhorn Museum and Sculpture Garden (Washington, D.C., USA)
Hiroshima City Museum of Contemporary Art (Hiroshima, Japan)
Library of Congress (Washington, D.C., USA)
Metropolitan Museum of Art (New York, NY, USA)
Los Angeles County Museum of Art (LACMA) (Los Angeles, CA, USA)
Museum Boymans-van Beuningen (Rotterdam, The Netherlands)
Museum moderner Kunst, Palais Liechtenstein (Vienna, Austria)
Museum of Fine Arts (Boston, MA, USA)
Museum of Modern Art (MoMA) (New York, NY, USA)
Museum of Modern Art (Wakayama, Japan)
National Gallery of Canada (Ottawa, Canada)
National Portrait Gallery (Washington, D.C., USA)
National Portrait Gallery (London, UK)
Ohara Museum of Art (Okayama, Japan)
Osaka City Museum (Osaka, Japan)
Peggy Guggenheim Collection (Venice, Italy)
Philadelphia Museum of Art (Philadelphia, PA, USA)
San Francisco Museum of Modern Art (SFMOMA) (San Francisco, CA, USA)
Seattle Art Museum (Seattle, WA, USA)
Solomon R. Guggenheim Museum (New York, NY, USA)
Suermondt-Ludwig-Museum (Aachen, Germany)
Tate Britain (London, UK)
Walker Art Center (Minneapolis, MN, USA)
Whitney Museum of American Art (New York, NY, USA)

## В массовой культуре
В 1998 году телеканал PBS выпустил короткометражный фильм режиссера-документалиста Марион Каджори "Chuck Close: A Portrait in Progress", который позднее был номинирован на премию Эмми. В 2007 году Каджори сняла фильм "Chuck Close" - полнометражное продолжение первого фильма.
Британский искусствовед Кристофер Финч написал биографию "Chuck Close: Life", которая была опубликована в 2010 году и стала своего рода продолжением книги Финча 2007 года "Chuck Close: Work", монографии, охватывающей всю карьеру художника.
В 1998 году о Чаке Клоузе был выпущен еще один документальный фильм под названием "Chuck Close: Eye To Eye: ART/New York No. 48", снятый его однокурсником по Йельскому университету Полом Тшинкелем.
Клоуз стал главным героем книги издательства Heinemann "Rocks in His Shoes: The Story of Chuck Close", написанной Микой-Линн Соколофф для серии Fountas & Pinnell Leveled Literacy Intervention.